# Illa Russki (Mar de Kara)
L'illa Russki (en rus: Ру́сский о́стров) és una illa deshabitada que forma part del subgrup de les Illes Litke de l'arxipèlag Nordenskiöld.

## Geografia
Amb una superfície de 309 km² és l'illa més gran de tot l'arxipèlag, així com la més septentrional del grup. El clima a l'extrem més septentrional de l'arxipèlag és dur, i el mar que envolta l'illa està cobert de gel permanent a l'hivern i sovint obstruït per la massa de gel fins i tot a l'estiu àrtic.
Administrativament l'illa pertany al krai de Krasnoyarsk de la Federació Russa. També forma part de la reserva natural estatal del Gran Àrtic, la reserva natural més gran de Rússia.

## Història
El 1935, durant l'època soviètica, es va establir una estació àrtica a l'illa Russki. Aquest lloc avançat formava part de la construcció d'una moderna xarxa d'estacions polars realitzada per la Direcció General de la Ruta Marítima del Nord (GUSMP) entre 1932 i 1940. A més de fer mesures meteorològiques, el propòsit de l'estació era controlar la navegació àrtica al llarg de la Ruta del Mar del Nord. Durant molts anys aquesta solitària estació àrtica va ser l'únic lloc habitat permanent de tot l'arxipèlag Nordenskiöld.
El 25 d'agost de 1942, durant l'operació Wunderland, el creuer pesat Admiral Scheer, va caure sobre el trencaglaç Sibiriakov (a les ordres del capità Kacharev) just a la costa nord-oest de l'illa Russki mentre rondava les aigües de l'extrem nord de l'arxipèlag Nordenskiöld. El Sibiriakov es va enfonsar en una batalla desigual. Llavors l'Admiral Scheer decidí dirigir-se cap al sud-est, cap a l'illa Dikson, per tal d'atacar les instal·lacions militars soviètiques.
Després de la dissolució de la Unió Soviètica es van dur a terme investigacions sobre la fauna i flora de l'illa, però el 1999 acabà tancant.